# 청결
청결 또는 깨끗함(Cleanliness)은 세균, 때, 쓰레기, 폐기물이 없고 깨끗하고 그 상태를 달성하고 유지하는 습관을 모두 의미한다. 청결함은 종종 청소를 통해 달성된다. 문화적으로 청결함은 "청결함은 경건함의 옆에 있다"라는 격언에서 알 수 있듯이 일반적으로 좋은 특성이며 건강과 아름다움과 같은 다른 이상에 기여하는 것으로 간주될 수 있다.
청결의 개념은 유지와 예방을 목적으로 하는 지속적인 절차나 습관을 강조한다. 이 점에서 이는 오염 물질이 없는 신체적, 도덕적, 의식적 상태인 순수함과 다르다. 순수성은 일반적으로 개인이나 물질의 특성인 반면, 청결함은 사회적 차원을 갖는다. 야코프 부르크하르트는 "청결함"은 "사회적 완벽함에 대한 현대적 개념에 없어서는 안 될 요소"라고 말했다. 가정이나 직장은 청결함을 보인다고 할 수 있지만 일반적으로 순수함은 아니다. 청결함은 깨끗함을 유지하거나 더러움을 방지하는 사람들의 특징이기도 하다.
청결은 위생 및 질병 예방과 관련이 있다. 세척은 일반적으로 물과 비누나 세제를 사용하여 물리적인 청결을 달성하는 한 가지 방법이다. 세척 절차는 다양한 제조 형태에서도 중요하다.
청결함은 도덕적 우월성이나 존경심의 주장으로서 사회계층, 인도주의, 문화제국주의와 관련하여 문화적 가치를 확립하는 역할을 해왔다.

## 같이 보기
- 방부제 (의약품)
- 무균
- 청소노동자
- 청소
- 청정실
- 위생
- 오염
- 폐기물 관리